# Asian Club Championship 2001–02
Asian Club Championship 2001–02 là mùa giải thứ 21 của giải bóng đá câu lạc bộ thường niên tổ chức tại khu vực AFC (châu Á). Đây cũng là mùa giải cuối cùng của Asian Club Championship trước khi được tái cấu trúc thành AFC Champions League kể từ mùa giải 2002–03. 
Trong trận chung kết toàn Hàn Quốc, Suwon Samsung Bluewings vô địch giải đấu lần thứ 2 liên tiếp sau khi đánh bại Anyang LG Cheetahs 4–2 trên chấm luân lưu.

## Vòng đầu tiên

### Tây Á
| Đội 1            | TTS  | Đội 2             | Lượt đi | Lượt về |
| ---------------- | ---- | ----------------- | ------- | ------- |
| Esteghlal        | w/o1 | Al-Hikma          |         |         |
| Al-Ahli          | w/o2 | Al-Ittihad Jeddah |         |         |
| Al-Quds          | 2–1  | Al-Ahli           | 0–0     | 2–1     |
| Jableh           | 0–2  | Al-Kuwait         | 0–0     | 0–2     |
| Al-Zawraa        | 7–1  | Al-Wakra          | 3–0     | 4–1     |
| Köpetdag Aşgabat | 0–4  | Nasaf Qarshi      | 0–1     | 0–3     |

1 Al-Hikma rút lui.

2 Al-Ahli rút lui.

### Đông Á
| Đội 1            | TTS  | Đội 2                  | Lượt đi | Lượt về |
| ---------------- | ---- | ---------------------- | ------- | ------- |
| Sông Lam Nghệ An | w/o1 | Saunders SC            |         |         |
| Happy Valley     | 12–0 | GD Lam Pak             | 7–0     | 5–0     |
| Selangor FA2     | 0–7  | Đại Liên Shide         | 0–2     | 0–5     |
| New Radiant      | 1–3  | Muktijoddha Sangsad    | 1–2     | 0–1     |
| BEC Tero Sasana  | 8–1  | Singapore Armed Forces | 3–0     | 5–1     |
| Kashima Antlers  | 4–13 | Persija Jakarta        | 4–1     | n/p     |

1 Sông Lam Nghệ An rút lui.

2 Selangor FA tham dự sau khi Penang rút lui do vấn đề về chi phí đi lại.

3 Cặp đấu chỉ diễn ra một lượt tại Kashima vào ngày 24 tháng 10 do vấn đề khí hậu tại Indonesia.

## Vòng thứ hai

### Tây Á
| Đội 1             | TTS        | Đội 2         | Lượt đi | Lượt về |
| ----------------- | ---------- | ------------- | ------- | ------- |
| Al-Ittihad Jeddah | 4–4 (a)    | Esteghlal     | 3–2     | 1–2     |
| Al-Kuwait         | 9–3        | Al-Quds       | 3–2     | 6–1     |
| Al-Wahda          | 3–3 (4–3p) | Al-Zawraa     | 1–2     | 2–1     |
| Nasaf Qarshi      | 7–3        | Umed Dushanbe | 4–1     | 3–2     |

### Đông Á
| Đội 1                   | TTS  | Đội 2               | Lượt đi | Lượt về |
| ----------------------- | ---- | ------------------- | ------- | ------- |
| Suwon Samsung Bluewings | 21–0 | Saunders SC         | 18–0    | 3–0 1   |
| Happy Valley            | 1–10 | Đại Liên Shide      | 0–2     | 1–8     |
| Anyang LG Cheetahs      | 11–0 | Muktijoddha Sangsad | 8–0     | 3–0     |
| Kashima Antlers         | 3–1  | BEC Tero Sasana     | 3–0     | 0–1     |

1 Saunders SC rút lui sau trận lượt đi.

## Tứ kết

### Tây Á
| Đội          | ST | T | H | B | BT | BB | HS | Đ |
| ------------ | -- | - | - | - | -- | -- | -- | - |
| Esteghlal    | 3  | 2 | 1 | 0 | 9  | 4  | +5 | 7 |
| Nasaf Qarshi | 3  | 1 | 2 | 0 | 4  | 3  | +1 | 5 |
| Al-Kuwait    | 3  | 0 | 2 | 1 | 3  | 6  | −3 | 2 |
| Al-Wahda     | 3  | 0 | 1 | 2 | 6  | 9  | −3 | 1 |

| Al-Kuwait        | 1–1 | Nasaf Qarshi       |
| ---------------- | --- | ------------------ |
| Faraj Laheeb 74' |     | Bahromjon Haydarov |

| Al-Wahda                                       | 3–5 | Esteghlal                                                                                        |
| ---------------------------------------------- | --- | ------------------------------------------------------------------------------------------------ |
| Faouzi Rouissi 12' · Abdulrahim Jumaa 49', 72' |     | Sirous Dinmohammadi 40' · Alireza Akbarpour 64' · Faraz Fatemi 80', 83' · Mehdi Hasheminasab 87' |

| Nasaf Qarshi | 1–1 | Esteghlal               |
| ------------ | --- | ----------------------- |
|              |     | Alireza Vahedi Nikbakht |

| Al-Wahda | 2–2 | Al-Kuwait |
| -------- | --- | --------- |
| ,        |     | ,         |

| Al-Kuwait | 0–3 | Esteghlal                                    |
| --------- | --- | -------------------------------------------- |
|           |     | Alireza Akbarpour 76' · Faraz Fatemi 80' 85' |

| Al-Wahda                   | 1–2 | Nasaf Qarshi                                        |
| -------------------------- | --- | --------------------------------------------------- |
| Mohammed Salem Al Enazi 1' |     | Abdul Aziz Mohammed 41' (l.n.) · Numon Khasanov 45' |

### Đông Á
| Đội                     | ST | T | H | B | BT | BB | HS | Đ |
| ----------------------- | -- | - | - | - | -- | -- | -- | - |
| Suwon Samsung Bluewings | 3  | 2 | 1 | 0 | 4  | 0  | +4 | 7 |
| Anyang LG Cheetahs      | 3  | 0 | 3 | 0 | 2  | 2  | 0  | 3 |
| Đại Liên Shide          | 3  | 0 | 2 | 1 | 1  | 3  | −2 | 2 |
| Kashima Antlers         | 3  | 0 | 2 | 1 | 1  | 3  | −2 | 2 |

| Đại Liên Shide | 0–0 | Kashima Antlers |
| -------------- | --- | --------------- |
|                |     |                 |

| Suwon Samsung Bluewings | 0–0 | Anyang LG Cheetahs |
| ----------------------- | --- | ------------------ |
|                         |     |                    |

| Kashima Antlers | 0–2 | Suwon Samsung Bluewings           |
| --------------- | --- | --------------------------------- |
|                 |     | Seo Jung-Won 55' · Son Dae-Ho 82' |

| Anyang LG Cheetahs | 1–1 | Dalian Shide |
| ------------------ | --- | ------------ |
| Wang Jung-Hyun 85' |     | Yan Song 12' |

| Suwon Samsung Bluewings | 2–0 | Đại Liên Shide |
| ----------------------- | --- | -------------- |
| Sandro Cardoso 8' 18'   |     |                |

| Anyang LG Cheetahs          | 1–1 | Kashima Antlers      |
| --------------------------- | --- | -------------------- |
| Andre Luiz Alves Santos 90' |     | Masashi Motoyama 54' |

## Bán kết
| Suwon Samsung Bluewings                             | 3–0 | Nasaf Qarshi |
| --------------------------------------------------- | --- | ------------ |
| Alen Avdić 49' · Seo Jung-Won 72' · Lee Sun-Woo 90' |     |              |

| Esteghlal           | 1–2 | Anyang LG Cheetahs                                          |
| ------------------- | --- | ----------------------------------------------------------- |
| Yadollah Akbari 62' |     | Marco Aurélio Martins Ivo 55' · Andre Luiz Alves Santos 72' |

## Tranh hạng ba
| Esteghlal                                                              | 5–2 | Nasaf Qarshi                           |
| ---------------------------------------------------------------------- | --- | -------------------------------------- |
| Mohammad Navazi · Bottir Karaev (og) · Faraz Fatemi · Mehdi Pashazadeh |     | Oybek Usmankhojaev · Zafar Kholmurodov |

## Chung kết
| Suwon Samsung Bluewings | 0–0 (AET, 4–2 PK) | Anyang LG Cheetahs |
| ----------------------- | ----------------- | ------------------ |
|                         |                   |                    |